# Szrubiszki
Szrubiszki (lit. Šriubiškės) – wieś na Litwie, w okręgu wileńskim, w rejonie wileńskim, w gminie Podbrzezie.

## Historia
Pod zaborami folwark, wieś i osada karczemna; w II Rzeczypospolitej majątek ziemski. W XIX i w początkach XX w. położone były w Rosji, w guberni wileńskiej, w powiecie wileńskim. Po I wojnie światowej pod administracją polską, w Zarządzie Cywilnym Ziem Wschodnich. W latach 1920–1922 w składzie Litwy Środkowej.
Od 11 kwietnia 1922 leżały w Polsce, w województwie wileńskim, w powiecie wileńsko-trockim, w gminie Podbrzezie. W 1931 miejscowość liczyła 70 mieszkańców, zamieszkałych w 7 budynkach.
W dwudziestoleciu międzywojennym mieściło się tutaj dowództwo kompanii granicznej KOP „Szrubiszki”, chroniącej pobliską granicę z Litwą, a majątek posiadał status garnizonu Korpusu Ochrony Pogranicza.
Po II wojnie światowej w granicach Związku Sowieckiego. Od 1991 na niepodległej Litwie.

## Majątek Szrubiszki
Folwark powstał prawdopodobnie na przełomie XVIII i XIX w. Początkowo był własnością Pisanków, później Wyszkowskich. Następnie został zakupiony przez Stefana Szyrwida, wileńskiego aptekarza, który po zakupie sprzedał aptekę i został ziemianinem. W II poł. XIX w. Szyrwidowie wybudowali istniejący do dziś, klasycystyczny, drewniany dwór w Szrubiszkach.
W okresie sowieckim na bazie majątku utworzono kołchoz. Współcześnie dwór zamieszkuje kilka rodzin. Prócz dworu zachował się fragment parku dworskiego, oficyna, oraz zabudowania gospodarcze.